# Jean-André Barrot
Pour les articles homonymes, voir Barrot.
Jean-André Barrot né le 30 juin 1753 à Pied-de-Borne au lieu-dit de Planchamp (Lozère) et mort le 19 novembre 1845 à Paris, est un homme politique français.

## Biographie

### La Révolution et la convention nationale
La France devient une monarchie constitutionnelle en application de la constitution du 3 septembre 1791. Le même mois, Jean-André Barrot, alors juge au tribunal de Langogne, est élu député suppléant du département de la Lozère à l'Assemblée nationale législative, où il n'est pas appelé à siéger.  
La monarchie prend fin à l'issue de la journée du 10 août 1792 : les bataillons de fédérés bretons et marseillais et les insurgés des faubourgs de Paris prennent le palais des Tuileries. Louis XVI est suspendu et incarcéré avec sa famille, à la tour du Temple.  
En septembre 1792, Jean-André Barrot est élu député de la Lozère, le premier sur cinq, à la Convention nationale.  

Il siège sur les bancs de la Plaine. Lors du procès de Louis XVI, le 7 janvier 1793, il s'oppose à la peine de mort et se prononce en faveur de l'appel au peuple :  
Les Anglais firent un élan vers la liberté à la fin du XVIIème siècle ; ils condamnèrent à mort leur roi et, et ils eurent bientôt un tyran : ces exemples sont fréquents dans l'histoire. [...] Je ne pense pas avec Robespierre, Lequinio, Barère et autres, que l'appel au peuple présente les inconvénients dont ils ont fait un détail si effrayant [...]. 
Lors des appels nominaux, il vote « la déportation » et se prononce en faveur de l'appel au peuple mais contre le sursis :  
À l'époque qui sera déterminée par la Convention nationale, et à titre de mesure de sûreté générale, Louis, sa femme, ses deux enfants, seront transportés dans une des îles qui sont en la disposition des Français [...].  
En avril 1793, il s'abstient de voter lors du scrutin sur la mise en accusation de Jean-Paul Marat. En mai, il vote en faveur du rétablissement de la Commission des Douze.  
Barrot est réélu député de la Lozère au Conseil des Anciens en brumaire an IV (octobre 1795). Il est élu secrétaire du bureau en germinal an V (avril 1797) aux côtés de Florent-Guiot, Creuzé-Pascal et Guermeur, sous la présidence de Courtois. Il sort du Conseil par tirage au sort le 1er prairial (20 mai 1797). Il y est réélu en floréal an VI (mai 1798) et est élu secrétaire du bureau en vendémiaire an VIII (septembre 1799) sous la présidence de Cornudet.
Après le coup d'État du 18 brumaire, Jean-André Barrot est nommé par le Sénat conservateur député du Corps législatif. Son mandat est renouvelé en l'an X (1802), en 1807 et en 1813. Il assure la vice-présidence du Corps législatif en 1810. En avril 1814, il adhère au projet de Charte constitutionnelle. 
Sous la Première Restauration, Louis XVIII nomme Barrot avocat près le Conseil d'État. Sous la Seconde Restauration, il le nomme président du collège électoral de la Lozère et juge près le tribunal de première instance de la Seine. N'ayant ni voté la mort de Louis XVI, ni adhéré aux Actes additionnels des Cent-Jours, Barrot n'est pas inquiété par la loi du 12 janvier 1816. 

### Origines familiales et descendance
Son père Paul Barrot est notaire royal. Jean-André Barrot épouse, en 1786 à Villefort, Thérèse Virginie Borrelli de Serre. De leur union naissent trois enfants, Odilon, Ferdinand et Adolphe Barrot, tous trois hommes politiques du dix-neuvième siècle, favorables à la monarchie constitutionnelle. 
Marie-Victoire Barrot, sa sœur, épouse Jean-Antoine Chabalier, issu d'une famille de consuls de La Bastide-Puylaurent. 